# Arrondissement de Djilor
Das Arrondissement de Djilor  im Westen Senegals ist eines von den drei Arrondissements, in die das Département Foundiougne als Teil der Region Fatick gegliedert ist. Das Arrondissement umfasst sieben Gemeinden (Communes). Die Unterpräfektur als Sitz des Arrondissements liegt in der Gemeinde Djilor.

## Geografie
Das Arrondissement im zentralen Westen Senegals umfasst den Norden des Départements mit Ausnahme der städtischen Kommune Foundiougne. Es wird am Nord- und Westrand landschaftlich durch die von der Atlantikküste kilometerweit ins Landesinnere reichende amphibische Zone am Saloum und den südlichen Seitenarmen seines Mündungsdeltas wie dem Diombos geprägt. Die Gezeitenströmung hat hier ein weit verzweigtes amphibisches System von Bolons und von Mangrovenwäldern geschaffen. Im Übrigen ist die Landschaft Teil des Erdnussbeckens. Das Arrondissement hat eine Fläche von 828,068 km².

## Bevölkerung
Die Daten des Arrondissements und seiner Gemeinden (Communes) sind der Fläche und den letzten Volkszählungen nach wie folgt zusammengestellt:
| Commune        | Fläche km² | Einwohner 2013 | Einwohner 2023 |
| -------------- | ---------- | -------------- | -------------- |
| Diossong       | 168,500    | 23.361         | 26.984         |
| Djilor         | 386,900    | 19.732         | 22.876         |
| Soum           | 2,008      | 5.044          | 6.159          |
| Niassène       | 88,620     | 16.315         | 20.905         |
| Diagane Barka  | 83,390     | 9.763          | 12.987         |
| Mbam           | 87,100     | 9.961          | 11.713         |
| Passy          | 11,550     | 12.571         | 18.322         |
| Arrondissement | 828,068    | 96.747         | 119.946        |